# Rivière au Saumon (Baie-James)
Pour les articles homonymes, voir Saumon (homonymie).
La rivière au Saumon est un affluent de la rive nord-est de la baie James, coulant dans la municipalité de Eeyou Istchee Baie-James, dans la région administrative de Nord-du-Québec, dans la province de Québec, au Canada.
Cette zone nordique du Québec ne comporte pas de routes carrossables. Néanmoins, en hiver, les autoneiges sont utilisées pour circuler dans cette zone,.

## Géographie
La rivière au Saumon tire sa source à l'embouchure d'un lac non identifié (longueur: 1,0 km; altitude: 29,5 m) dans la partie nord-ouest du territoire de Eeyou Istchee Baie-James. Cette source est située à:
- 28,7 km au nord-est de la pointe Louis-XIV laquelle délimite la baie d'Hudson et la baie James;
- 20,7 km au nord de l'embouchure de la rivière au Phoque;
- 150 km au nord-ouest du centre du village de Radisson lequel est situé sur la rive ouest du réservoir Robert-Bourassa[2].

À partir de sa source, la rivière au Saumon coule sur 25,8 km avec une dénivellation de 29,6 m, vers le sud-ouest en parallèle avec la rive est de la baie d'Hudson à une distance d'environ 8,0 km, selon les segments suivants:
- 6,5 km vers le sud-ouest en traversant un petit lac, puis en traversant le lac Nanuup (longueur: 3,9 km; altitude: 27,5 m), jusqu'à son embouchure;
- 11,4 km d'abord vers le sud-ouest en traversant un lac non identifié (longueur: 2,4 km; altitude: 27,3 m) en formant une boucle vers le sud-ouest, puis en traversant le lac Mayuagag (longueur: 6,9 km; altitude: 25,0 m) d'abord vers le nord-est pour contourner une presqu'île, puis vers le sud-ouest, jusqu'à son embouchure;
- 7,9 km vers le sud-ouest, jusqu'à son embouchure[2].

La rivière au Saumon se déverse au fond d'une baie sur rive nord-est de la baie James. Cette confluence est située à:
- 7,1 km à l'est d'un petit aéroport régional;
- 11,1 km au nord-ouest de l'embouchure de la rivière au Phoque;
- 11,4 km au nord-est de Pointe Louis-XIV[2].

## Toponymie
Le toponyme « rivière au Saumon » a été officialisé le 5 décembre 1968 à la Banque des noms de lieux de la Commission de toponymie du Québec.